# Умм Таис
Национальный парк Умм-Таис находится на необитаемом острове на северной оконечности Катара, в 6,5 км от города Ар-Руайс. Он включает песчаные дюны и небольшие островки с мангровыми зарослями. На острове также обитает ряд видов перелётных птиц. Он был создан в 2006 году во время 15-х Азиатских игр. Рядом с ним расположены руины древней деревни Аль-Мафьяр, есть планы развивать её, как туристическую достопримечательность.